# Matsudaira Tadateru
Matsudaira Tadateru est un nom japonais traditionnel ; le nom de famille (ou le nom d'école), Matsudaira, précède donc le prénom (ou le nom d'artiste).
Matsudaira Tadateru (松平 忠輝, 16 février 1592-24 août 1683) est un daimyo de l'époque d'Edo de l'histoire du Japon. Sixième fils de Tokugawa Ieyasu, il naît au château d'Edo au cours de l'année du Dragon (tatsu) et, enfant, reçoit le nom de « Tatsuchiyo ». Sa mère est dame Chaa (茶阿局, Chaa no Tsubone), concubine de Ieyasu. Ce dernier envoie le garçon vivre avec un de ses vassaux, Minagawa Hiroteru, daimyo du domaine de Minagawa dans la province de Shimotsuke.
En 1599, Ieyasu lui accorde un fief dans la province de Musashi et accroît ses possessions en 1602 et 1603 à l'occasion de transferts d'abord dans la province de Shimōsa puis dans celle de Shinano. Tadateru épouse la princesse Iroha, première fille de Date Masamune, en 1606. En 1610, Tadateru est nommé daimyo de Takada dans la province d'Echigo. Il s'intéresse aux arts martiaux, à la cérémonie du thé japonaise et aux relations internationales. Il passe pour avoir été baptisé chrétien.
Tadateru est assigné à Edo durant la campagne d'hiver du siège d'Osaka de 1614. Il participe à la campagne d'été en 1615 mais son frère ainé, le shogun Tokugawa Hidetada, le relève de son commandement et l'exile à Ise, puis Hida et finalement la province de Shinano où il demeure jusqu'à son décès.
Une dramatique télévisée de 1987 avec Ken Matsudaira met en scène la vie de Matsudaira Tadateru.
Tadateru est pardonné à titre posthume en 1984 par Tsunenari Tokugawa, chef de l'ancienne maison shogunale.

## Source de la traduction
- (en) Cet article est partiellement ou en totalité issu de l’article de Wikipédia en anglais intitulé « Matsudaira Tadateru » (voir la liste des auteurs).